# Desa Sidomulyo (administrativ by i Indonesien, Jawa Tengah, lat -6,99, long 109,50)
Desa Sidomulyo är en administrativ by i Indonesien.   Den ligger i provinsen Jawa Tengah, i den västra delen av landet, 300 km öster om huvudstaden Jakarta.